# Юнгородок (станция метро)
«Юнгородок» — станция Самарского метрополитена. Конечная станция 1-й линии. Следует за станцией «Кировская».
Станция наземная, расположена на улице Железной Дивизии, на территории электродепо «Кировское».
Единственная наземная станция в Самарском метрополитене

## История

### Название
Название дано по названию жилого массива, на территории которого расположена станция.

### Строительство
В первоначальном проекте самарского метрополитена, разработанном и утверждённом в 1980 году, постройки станции на территории депо не планировалось — вместо неё у проходных авиационного завода должна была появиться подземная станция «Крылья Советов». Проходку к ней планировалось производить с помощью ТПКМ от станции «Кировская», но просчитав сроки демонтажа щитового комплекса в районе «Безымянки» и монтажа его в районе «Кировской», строители поняли, что сроки сдачи могут быть сорваны. А поскольку всё равно надо было строить пути к электродепо, было решено быстро организовать на его территории временную наземную конечную станцию и открыть движение без станции «Крылья Советов». Строительство станции началось в 1986 году, и к сроку станция была полностью построена. Планировалось, что она, по аналогии с закрытой ленинградской станцией «Дачное», будет временной, однако станция «Крылья Советов», которая должна была её заменить, так и не была построена и в настоящее время исключена из планов.

### Пуск
Станция открыта 26 декабря 1987 года в составе первой пусковой очереди Куйбышевского метрополитена «Юнгородок» — «Победа».

## Вестибюли и пересадки
Выход производится через единственный выход-вестибюль, прямо к разворотному кольцу трамваев «Юнгородок».

## Привязка общественного транспорта

### Автобус
| №  | Пересадки                                              | Конечный пункт 1      | Следует по улицам | Конечный пункт 2      |
| -- | ------------------------------------------------------ | --------------------- | --- | --------------------- |
| 8  | Мирная                                                 | пос. Падовка          | пр. Кирова (обратно: ул. Вольская, ул. Воронежская) — ул. Победы — ул. Земеца — ул. Береговая | а/с «Вольская»        |
| 12 | Мирная                                                 | Авиационный завод     | ул. Алма-Атинская — пр. Металлургов — ул. Елизарова — ул. Победы — ул. Земца | Микрорайон 15 А       |
| 21 | Кировская / Пятилетка                                  | Барбошина поляна      | пр. Кирова — ул. Молодёжная — ул. Г. Димитрова — ул. Стара Загора — ул. Ташкентская — пр. К. Маркса — ул. Алма-Атинская — пр. Металлургов — ул. Вольская — ул. Воронежская (обратно: ул. Калинина) — ул. Победы — пр. Кирова                                                                                     | Кировская / Пятилетка |
| 38 | Кировская / Пятилетка                                  | Юнгородок             | Заводское ш. — пр. Кирова — ул. Победы — ул. Калинина (обратно: ул. Воронежская) — ул. Вольская — ул. А. Матросова — ул. Ставропольская — ул. Ново-Вокзальная — ул. Стара Загора — ул. XX-го Партсъезда | 9-й микрорайон        |
| 47 | Алабинская Российская Московская Кировская / Пятилетка | Юнгородок             | Заводское ш. — пр. Кирова — ул. Стара Загора (обратно: Московское ш.) — ул. Советской Армии — Московское ш. — пр. Масленникова — ул. Ново-Садовая — ул. Самарская — ул. Л. Толстого — ул. Куйбышева — ул. Комсомольская — ул. С. Разина                                                                          | Площадь Дзержинского  |
| 87 | Ягодная Вишнёвая Мирная Кировская / Пятилетка          | Кировская / Пятилетка | Северное ш. — ул. Мира — бул. Ивана Финютина — ул. Дмитрия Устинова — Московское ш. — Красноглинское ш. — Московское ш. — Ракитовское ш. — ул. Магистральная — Зубчаниновское ш. — Днепровский проезд — ул. Земеца — Заводское ш. — пр. Кирова — ул. Физкультурная — ул. Краснодонская — ул. Победы — пр. Кирова | мкр. Крутые Ключи     |

### Трамвай
| №   | Пересадки                                 | Конечный пункт 1                 | Следует по улицам | Конечный пункт 2         |
| --- | ----------------------------------------- | -------------------------------- | --- | ------------------------ |
| 2   | Победа Стахановская Кировская / Пятилетка | Юнгородок                        | Заводское ш. — ул XX Партсъезда — ул. Ставропольская — ул. Антонова Овсенко — ул. Гаражная — 4-й проезд | Постников овраг          |
| 3   | Стахановская Кировская / Пятилетка        | Юнгородок                        | Заводское ш. — ул XX Партсъезда — ул. Гагарина — ул. Промышленности — ул. Аэродромная — ул. Партизанская — ул. Киевская — ул. Чернореченская — ул. Клиническая — ул. Больничная — ул. Владимирская (обратно: ул. Мичурина) — ул. Полевая — ул. Арцыбушевская — ул. Красноармейская — ул. Фрунзе — ул. Пионерская (обратно: ул. Венцека) | Хлебная площадь          |
| 9   | Мирная Средневолжская                     | Юнгородок (переулок Костромской) | ул. Земеца — ул. Олимпийская — ул. Алма-Атинская | Стадион «Металлург»      |
| 10  | Мирная Кировская / Пятилетка              | Юнгородок                        | ул. Железной Дивизии — пр. Кирова — ул. Победы — ул. Земеца | Костромской переулок     |
| 12  | Победа Стахановская                       | Юнгородок                        | Заводское ш. — ул XX Партсъезда — ул. Ставропольская — ул. Ново-Вокзальная — ул. Демократическая — ул. Ташкентская — Московское ш. | Стадион «Самара-Арена»   |
| 13  | Мирная                                    | Юнгородок (переулок Костромской) | ул. Земеца — ул. Победы — ул. Советская — ул. Ставропольская — ул. Антонова Овсенко — 4-й проезд — ул. Врубеля | Постников овраг          |
| 19  | Победа Стахановская                       | Юнгородок                        | Заводское ш. — ул XX Партсъезда — ул. Ставропольская — ул. Ново-Вокзальная — ул. Фадеева | Северное трамвайное депо |
| 24  | Мирная                                    | Юнгородок (переулок Костромской) | ул. Земеца — ул. Победы — ул. Советская — ул. Ташкентская — ул. Демократическая — ул. Ново-Садовая | Завод имени Тарасова     |
| 24к | Мирная                                    | Юнгородок                        | ул. Земеца — ул. Победы — ул. Советская — ул. Ташкентская — ул. Демократическая — Московское ш. | Стадион «Самара-Арена»   |

- Маршрутное такси:
  - № 266 «Юнгородок — Ж/Д вокзал»

## Архитектура и оформление
Сборная железобетонная крыша установлена на колоннах, облицованных красной плиткой. Пол — заасфальтирован. Оформление очень простое из-за «временного» статуса станции.

## Путевое развитие
Станция тупиковая, оборот поездов производится по перекрёстному съезду, расположенному перед платформой. В связи с этим, и прибывающие, и отправляющиеся поезда могут использовать оба пути станции (аналогичная схема движения действует на станции «Алма-Атинская» и так же на некоторых конечных станциях Филёвской линии Московского метрополитена).

Строительство платформенной части станции
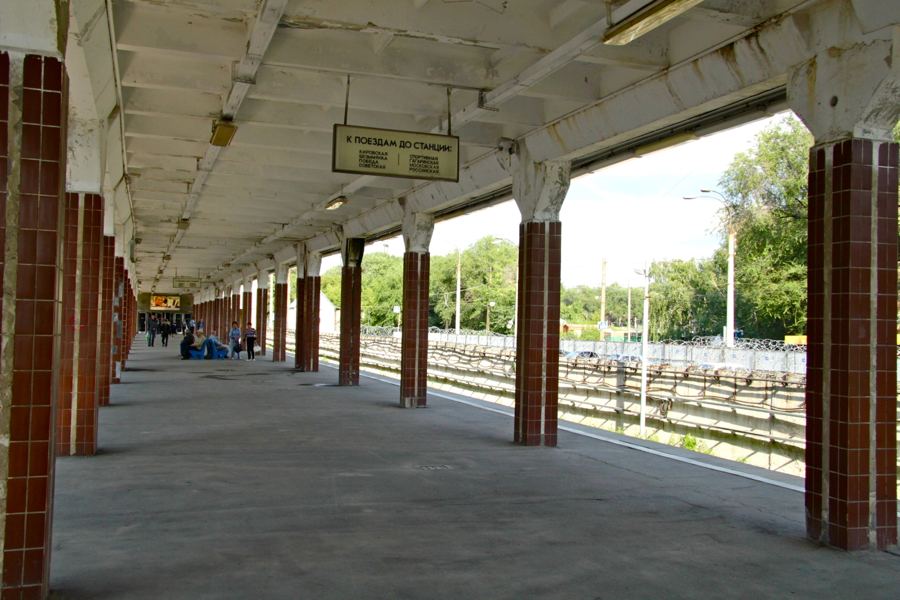
Платформа станции
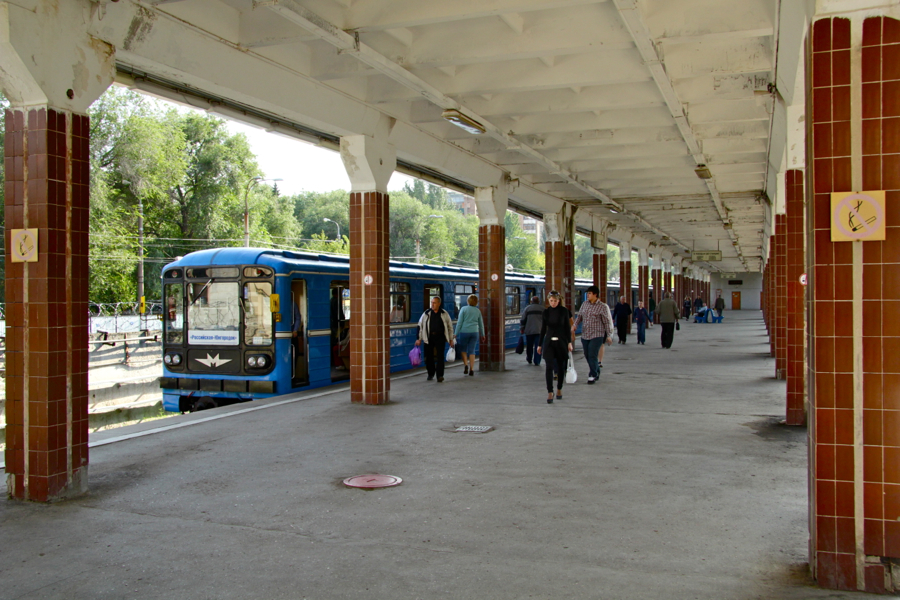
Поезд на станции
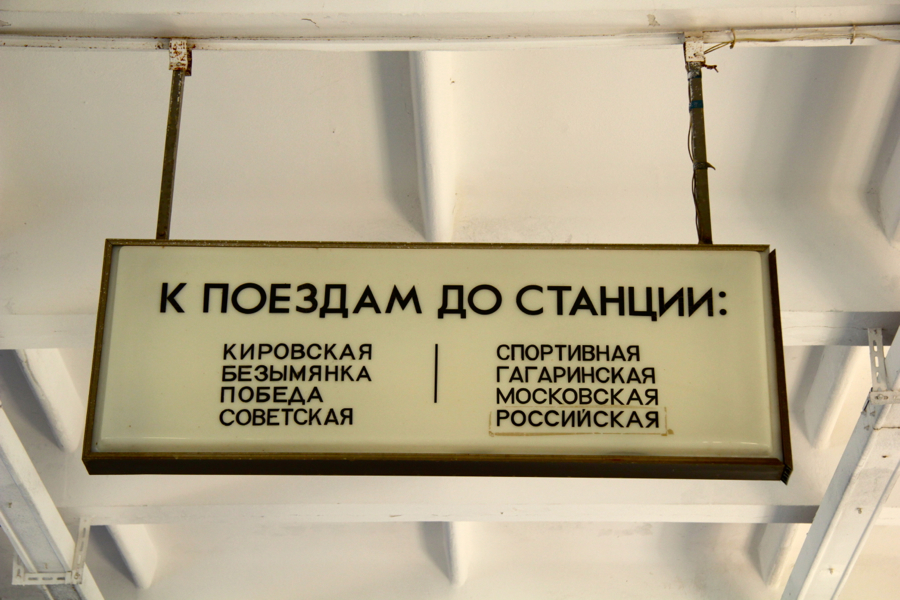
Информационный указатель
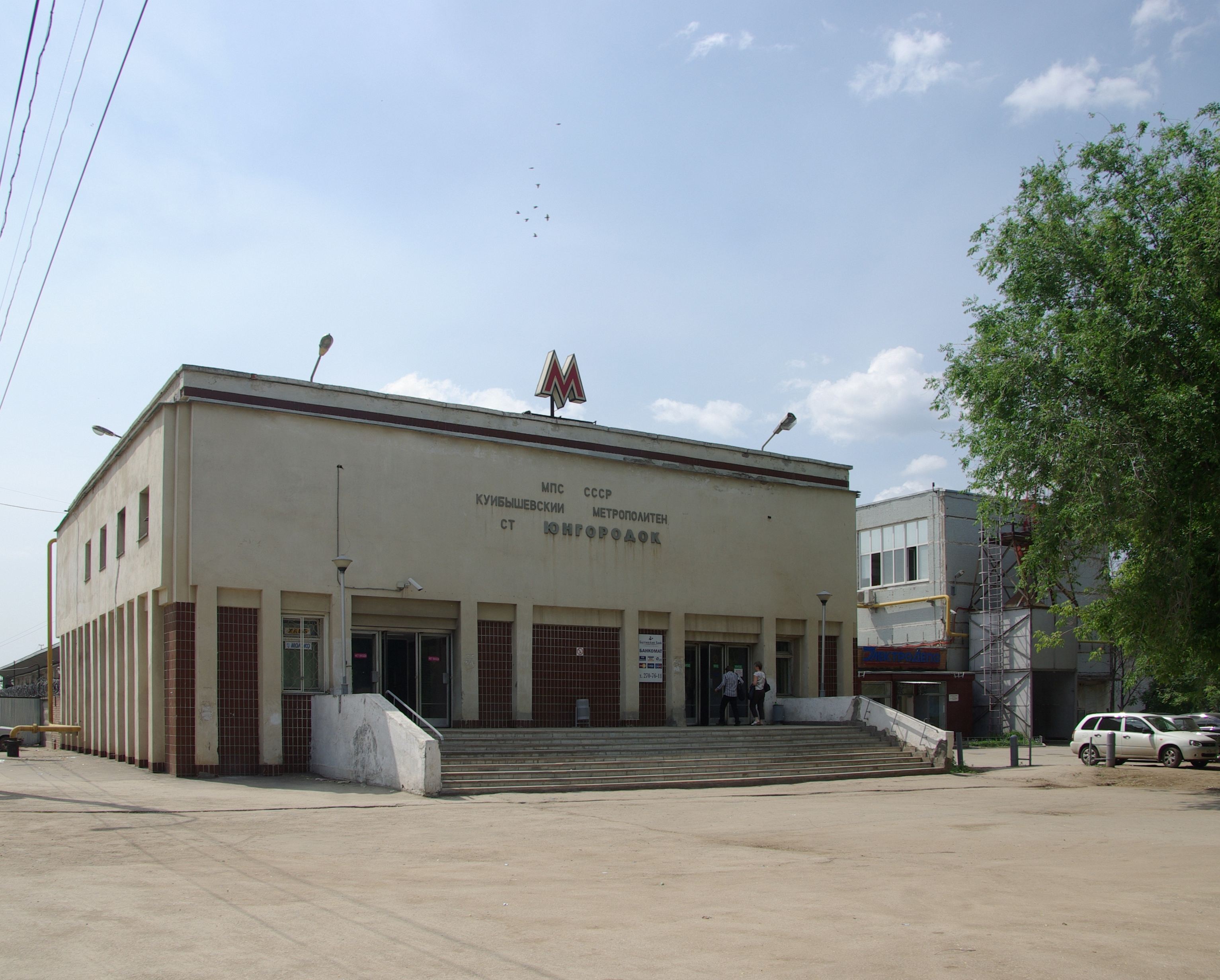
Вестибюль станции
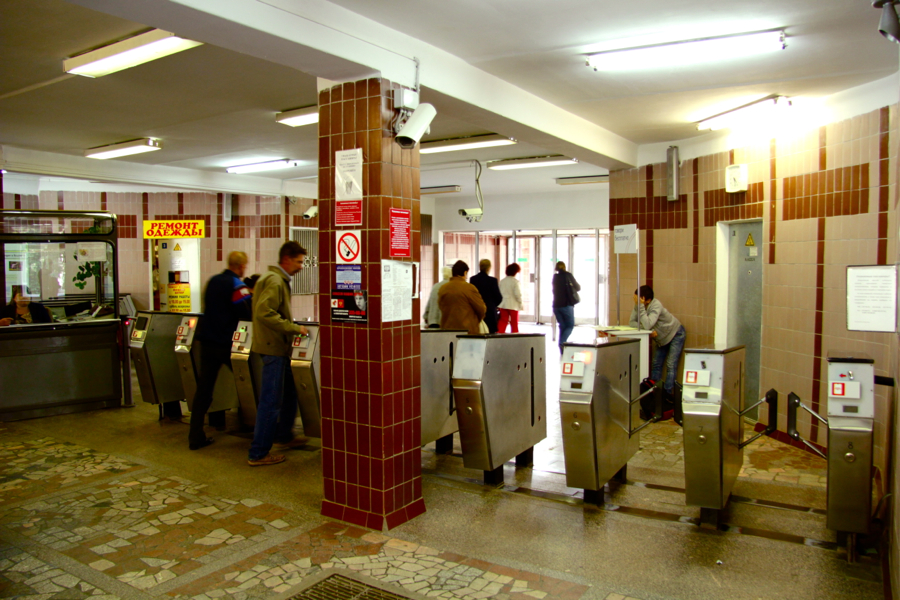
Турникетный зал